# إيفون رييس
إيفون رييس (بالإسبانية: Ivonne Reyes) هي عارضة ومقدمة تلفزيونية وممثلة إسبانية وفنزويلية، ولدت في 8 أكتوبر 1967 في بلنسية في فنزويلا.

## وصلات خارجية
- إيفون رييس على موقع IMDb (الإنجليزية)
- إيفون رييس على موقع قاعدة بيانات الفيلم (الإنجليزية)